# 諾頓維爾 (堪薩斯州)
諾頓維爾（英語：Nortonville）是一個位於美國堪薩斯州傑佛遜縣的城市。

## 地方資料
根據2020年美國人口普查的數據，諾頓維爾的面積為1.15平方千米，當中陸地面積為1.12平方千米，而水域面積為0.03平方千米。當地共有人口601人，而人口密度為每平方千米522.61人。